# Niverød
Niverød er en tidligere landsby i Nordsjælland 12 km syd for Helsingør og 7 km nord for Hørsholm, der er vokset sammen med Nivå og nu udgør en bydel.

## Niverøds Historie

### Jernalderen
Området var bebygget i jernalderen. Nord for det nuværende Niverød er der ved Kongevejen i 2011 udgravet to jernaldergårde. Den ene blev opført omkring Kristi fødsel, mens den anden kom til 600-
700 år senere.
Den ældste af gårdene var af beskeden størrelse. I tilknytning til gården er der fundet spor efter jernudvinding. Jernet blev udvundet af myremalm, der blev gravet op i moserne i Nivådalen. Malmen blev ristet, inden den kom i ovnen, hvor jernet blev udsmeltet. Man har kun gjort ganske få tilsvarende fund i Danmark. Ovnen, hvor jernet blev udvundet, er der tillige blevet fundet rester af.
Den yngste af gårdene bestod af en hovedbygning på næsten 224 m² og et stort udhus. Rundt om gården findes spor efter nedgravninger af gårdens affald.

### Fra middelalderen og frem
Niverød omtales for første gang i 1370'erne som Nyweruth.
I 1682 bestod Niverød af 3 gårde og 1 huse med jord. Det samlede dyrkede areal udgjorde 31,9 tønder land skyldsat til 11,11 tdr hartkorn. Dyrkningssystemet var trevangsbrug.
I 1791 var antallet af gårde vokset til 8, der hver var takseret til lidt over seks tønder hartkorn. Gårdene lå omkring Byvejen.
I 1948 lå der tre gårde: Mariehøj (nedrevet), Niverødgård og "Morten Lars Gård", der senere blev til Niverød eller Nivågårds Hospital.
Niverød er siden 1950'erne blevet udbygget med villakvarterer nord for Mariehøj, ved Holtebakken og syd for Niverød på Solberggårds udstykkede marker. Mariehøjs jorder er nu bebygget med gårdhavehuse (Niverød IV) mens rækkehuse er skudt op nordøst for Holtebakken (Niverød III), så den i dag er vokset sammen med nabobyen Nivå.

### Jellebro
Da Kongevejen skulle anlægges i 1779, krydsede den Nive Å ved "Giellebro", hvor den 200 år ældre kongevej også løb. Rester af Christian IV's pælebyggede bro blev fundet under nedgravningen af naturgasledninger i 1986. Den nye bro blev opført i 1787 og er stadig i brug.

### Karlebo Teglværk, Kongevejen og Niverød Kro
Da Kongevejen vest for Niverød blev åbnet i 1790, havde kroholder Lars Schives enke allerede fået tilladelse til at drive kro i Niverød. Kroen fungerede som sådan i næsten 200 år frem til 1977, hvor den blev nedlagt. I dag huser kroen et fritidshjem for børn.
Karlebo Teglværk lå vest for Kongevejen ved Niverød lige overfor Niverød Kro. Øst for teglværket langs Kongevejen opførtes omkring 1900 samtidig med åbningen af teglværket arbejderboliger beregnet for teglværkets medarbejdere og en købmandsbutik. Frederiksholms Kalk- og Teglværker A/S ejede teglværket, der blev moderniseret i 1960'erne. Teglværket blev dog taget ud af drift I 1980'erne. Nogle af dets bygninger findes stadig i dag, og anvendes til erhvervsformål (Niverød Erhvervspark), mens den vestlige del af området er opfyldt med jord.

### Niverødgård
Grosserer Holger Hansen overtog i 1917 Niverødgaard (100 tdr. land) og tilkøbte nabogården Mariehøj. Der blev bygget nye avlsbygninger og den nuværende hovedbygning. En lade med kornsiloer kom til 1952 efter en brand. I dag er hovedparten af jorden udstykket til beboelse. Niverødgårds hovedbygning er siden hen blevet anvendt til mange forskellige formål, herunder bibliotek (Nivå Bibliotek, der nu har til huse i Nivå Center), skole, fritidsklub, beskyttede boliger, pædagogisk-psykologisk rådgivning og jobcenter. Ladebygningen anvendes i dag som forsamlingshus ("Laden") for bebyggelsen Mariehøj (Niverød IV), mens den tidligere avlsbygning i 2009 blev bygget om til 19 almennyttige boliger i to etager administreret af Fredensborg Boligselskab. I 2015 overtog den private skole, Per Gyrum Skolen, Niverødgaards hovedbygning.

### Niverød Vandtårn
Lige øst for Niverød Kro lå det gamle vandtårn. Vandtårnet blev bortsprængt i 1974, da et nyt vandtårn var blevet opført mellem Niverød og Brønsholm.

### Niverød Teglværk
Niverød Teglværk blev anlagt i 1838 af gårdmand Hans Frederiksen i Niverød Strandmose – et smalt landområde, der hørte under Niverød Landsbys jorder, og som lå ned mod Øresundskysten.
Da jorden og havbunden rummede store forekomster af ler, lå der ikke mindre end fire konkurrerende teglværker i lokalområdet. De tre andre var Nivaagaards Teglværk ved Nivå, fra 1854 Lerbjergaard Teglværk, der lå umiddelbart vest for Niverød Teglværk samt fra 1856 Sølyst Teglværk, der lå lige syd Niverød Teglværker. De tre af teglværkerne lå klos op og ned af hinanden.
I 1848 udvidede ejeren, Niels Nielsen, værket, der nu kunne producere lidt over en million mursten om året. I 1863 fusionerede værket med Lerbjerggård Teglværk.
I starten af 1900-tallet fik Niverød Teglværk tilladelse til at grave ler i Øresund. Der blev i den forbindelse anlagt et dige, bag hvilket lergravningen kunne foregå. Diget brød sammen under en storm i 1930, og vandet brød igennem og gjorde lergraven, der i dag huser Nivå Havn, fuldstændig ubrugelig.
Niverød Teglværk eksisterede dog helt frem til 1958, hvor det blev lukket og revet ned. Den eneste rest er ejerboligen fra 1868, der i dag er i privat eje.

### Byudviklingen
En egentlig byudvikling i Niverød skete først sent, da den udviklede sig til en arbejderby for de nærliggende teglværker. I "Partiel Byudviklingsplan nr 4 for Københavns-egnens byudviklingsområde" fra 1960 blev hele arealet mellem Niverød landsby og Nivå station udlagt som mellemzone, det vil sige til fremtidig byudviklingsområde, når der forelå en samlet plan og området var blevet kloakeret. Imidlertid blev disse planer jhæmmet af, at Nivågård og Niverødgård, som var ejere af størstedelen af området, var imod byudvikling, da arealet mentes egnet til lergravning. I 1960 havde byen 342 indbyggere, i 1965 591 indbyggere. Endnu ved kommunalreformen i 1970 udgjorde Niverød en selvstændig bebyggelse, men senere voksede byen sammen med Nivå.